# Bijela pupavka
Bijela pupavka (lat. Amanita verna (Bull.) Lam. 1783.) je jedna od smrtno otrovnih gljiva. Jedna bijela pupavka je dovoljna da otruje veći broj ljudi a ne smije se čak ni stavljati u istu košaru s ostalim gljivama. Latinski naziv roda Amanites dolazi od grčke riječi amanites što znači gljiva. Ime vrste verna (proljeće) latinskog je porijekla i ukazuje na pojavu plodišta. 

## Opis
- Klobuk je širok od 3 do 10 centimetara, najprije polukuglast, zatim otvoren, za vlažna vremena malo ljepljiv, gol, bijel ili na sredini oker; rub je tanak i gladak.
- Listići su prilično gusti, s mnogo lamelula, bijeli i slobodni.
- Stručak je visok od 4 do 10 centimetara, najprije pun, zatim šupalj, bijel i lagano baršunast; dno stručka je zadebljano i povijeno u bijeli opnast ovoj; ispod klobuka nosi bijeli viseći vjenčić koji brzo prilegne uza stručak.
- Meso je bijelo, mekano, bez osobita mirisa; zadah starih primjeraka dosta je neugodan.
- Spore su bijele, amiloidne, loptasto-jajolike, 7,5 – 9 x 7 – 9 μm.

## Stanište
Prilično je rijetka; najčešće raste u bjelogoričnim šumama na vapnenastu tlu od svibnja do jeseni. 

## Upotrebljivost
Bijela pupavka je smrtno otrovna. Izaziva faloidinski sindrom trovanja poput zelene pupavke Prvi simptomi u obliku povraćanja, vrtoglavice, jakih bolova u trbuhu i proljeva jave se od 6 do 24 sata nakon što se pojede. Nakon 3 dana dolazi do zatajenja jetra i bubrega te naposljetku smrti. Jedino rješenje je transplatacija organa. 

## Sličnosti
Bijela pupavka po svemu podsjeća na najopasniju zelenu pupavku (lat. Amanita phalloides Fr.). Razlikuju se praktički samo bojom jer su ostale morfološke značajke iste. Vrlo je opasna jer se lako može zamijeniti jestivim šumskim pečurkama (lat. Agaricus silvicola Vitt., Agaricus obruptibulba Peck) te turkinjom (lat. Leucoagaricus pudicus Bull.). Međutim, ni jedna od tih gljiva nema na dnu stručka opnast bijeli ovoj, a listići su crvenkasto obojeni. Preporučuje se da se obavezno pregledaju dno stručka i boja listića.